# Танжерский мирный договор
Танжерский мирный договор был подписан 10 сентября 1844 года в Танжере между Францией и Марокко. Договор положил конец франко-марокканской войне.
Активную роль в урегулировании конфликта играла Великобритания, стремившаяся не допустить роста французского влияния в Северной Африке. Так британский посол в Париже сообщил французскому министру иностранных дел, что его страна не потерпит любой аннексии марокканских территорий. Французские источники утверждают, что британский консул в Танжере сэр Джон Драммонд Хей убеждал султана Мулай Абд ар-Рахмана не уступать в переговорах французам и обещал ему поддержку Великобритании. Архивы дипломатической миссии это утверждение не подтверждают. Напротив, согласно им, британский консул уговаривал султана соблюдать нейтралитет в отношении французской экспансии в соседний Алжир и воздержаться от любой демонстрации силы.
Договор устанавливал границу между Марокко и Французским Алжиром, то есть султан полностью признавал за Францией право на соседнюю территорию. Также султан обещал не оказывать более помощь алжирскому эмиру Абд аль-Кадиру, что изначально и привело его к военному конфликту с французами, и считать его отныне преступником. Кроме того, марокканские войска должны были быть отведены от границы с Алжиром. Также по договору Франция получила в Марокко режим преференций.